# 도하 국제공항
도하 국제공항(영어: Doha International Airport, IATA: DIA, ICAO: OTBD)는 카타르 도하의 국제공항이며 이 공항은 도하의 도심 동쪽에 붙어 있다.

## 개요
이 공항은 카타르 항공의 허브 공항이며 인구가 360명이 넘었으나, 아프리카 중동 인구 256명으로 늘어나고 있으며, 항공시설은 물론 공항화물, 편의시설 주차장, 모스크 그리고 3개의 고급 호텔도 함께 들어설 예정이다. 공항이 완공되면 최고의 서비스와 안전을 제공하는 최첨단의 공항으로 새롭게 탄생 함으로써 명실공히 중동에서 항공의 허브로 자리매김할 정도로 한다. 그러나 보딩 브리지가 없고 공항이 포화 상태가 되어 기존 도하 국제공항의 동쪽 해안가에 새로운 최첨단의 공항을 건설하기로 했다. 2004년에 착공하여 2014년에 정식 개항을 목표로 총 면적은 2,200헥타르에 달하며 기존의 도하 국제공항을 대체할 하마드 국제공항을 완공했다. 하마드 국제공항의 개항을 앞두고 2013년 말 화물운송 기능을 하마드에 이관한데 이어 2014년에 여객 기능도 대부분 이관하였다.

## 같이 보기
- 틀:카타르의 공항

## 바로 가기
- 도하 국제공항 홈페이지
- 도하 국제공항의 전경
- (영어) 도하 국제공항 기상 정보 - NOAA / NWS
- (영어) 도하 국제공항 사고 역사 - 에비에이션 세이프티 네트워크